# كريستين هنت
كريستين هنت (بالإنجليزية: Christine Hunt)‏ هي رامية الرمح ‏ أسترالية، ولدت في 15 يونيو 1950.

## وصلات خارجية
- كريستين هنت على موقع النتائج التاريخية لألعاب القوى الأسترالية (الإنجليزية)
- كريستين هنت على موقع أوليمبيديا (الإنجليزية)
- كريستين هنت على موقع اللجنة الأولمبية الأسترالية (الإنجليزية)